# Aachener Heimattheater

Das Offizielle Wappen des Aachener Heimattheaters

Das Aachener Heimattheater Bühnenfreunde 1947 e.V. ist ein Theaterlaienspielverein, der 1947 gegründet wurde.
Die Spielsession beginnt im Frühjahr eines jeden Jahres und wird mit einem Stück in Aachener Mundart (Öcher Platt) eingeleitet. Ab November steht ein klassisches Märchen für Kinder und junggebliebene Erwachsene auf dem Spielplan.
Das Heimattheater verfügt derzeit über 55 Mitglieder, hiervon sind ungefähr 30 aktiv.
Hinzu kommt eine Jugendgruppe im Alter zwischen 4 und 18 Jahren.
Ein Teil des Erlöses der Aufführungen fließt wohltätigen Zwecken zu. Nach Abschluss der Spielzeit überreicht der Verein den Betrag an gemeinnützige Organisationen oder bedürftige Menschen in der Stadt. In Zusammenarbeit mit dem Aachener Jugendamt werden auch kostenlose Vorstellungen für bedürftige Kinder veranstaltet.
Das Ensemble arrangierte eine Messe im Aachener Dom, in der der gesamte Wortgottesdienst vor mehr als 800 Besuchern in Öcher Platt abgehalten wurde.